# レギオン (悪霊)

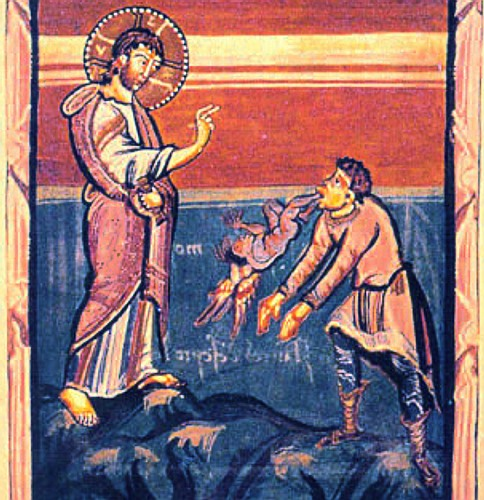
ガダラの男を癒すイエス（中世の本の挿絵）

レギオンは、新約聖書に登場する悪霊である。「ゲラサにおける悪霊祓い」に関する3つのバージョンの記述のうち2つに登場する。

## 聖書での記述
レギオンに関する記述で最も古いものは、『マルコによる福音書』におけるゲラサの国での出来事の記載である。イエスは悪霊に憑依された男に出会った。その男は墓場に住み、裸で歩き回って昼も夜も大声で叫びながら自分の体を石で切りつけ、鎖や足かせも引きちぎるほどの力を持っていた。イエスはその名前を知るために悪霊を呼び出した。これは悪霊祓いの重要な要素である。イエスは、この男に多数の悪霊が憑依していることを知った。その悪霊は自分たちのことを「レギオン」と名乗り、それは自分たちが大勢であるためだと述べた。レギオンは、イエスに「自分たちをこの土地から追い出さないよう」に頼み、豚の群れの中に送り込むようにイエスに懇願した。イエスがそのようにすると、レギオンは二千頭ほどの豚の群れに取りつき、豚は突進して断崖から落ち、海の中で溺れ死んでしまった（Mark 5:1–5:13）。悪霊が豚とともにいなくなることで、男は正常に戻った。
この話は、他の2つの共観福音書にも記されている。『ルカによる福音書』では、記述は縮められているが、登場する名前を含めて同じ話になっている(Luke 8:26–8:33)。『マタイによる福音書』では、ルカ福音書よりさらに短くなり、憑依される男が2人になり、場所もガダラの国に変更されている。これは、ゲラサが海から遠く離れていることに、マタイ福音書の作者が気づいたためと考えられる（ただし、ガダラでも海から10キロメートル程度離れている）。マタイ福音書では、悪霊の名前は記されていない (Matthew 8:28–8:32)。

## 文化的背景
ハワード大学神学部の新約聖書言語文学教授のマイケル・ウィレット・ニューハートは、マルコ福音書の著者は、執筆された西暦70年ごろのユダヤ戦争の時期において、レギオンという名前から、この地域で活動していたローマ軍団を読者が連想することは容易に想像できただろうとしている。これは、ローマの占領軍よりもイエスの方が強いということを示す意図があったものと見られる。
それに対して、聖書学者のキム・セユンは、ラテン語のlegioという言葉は、ヘブライ語やアラム語からの借用語として、「大量」であることを示すのによく使われていたと指摘している。